# Sture Bolin
Anders Sture Ragnar Bolin, född den 27 maj 1900 i Väsby i Malmöhus län, död den 1 februari 1963 i Lund, var en svensk historiker och numismatiker.
Sture Bolin var son till landsfiskalen Anders Bolin i Höganäs och Thorborg Wallengren samt dotterson till Janne Wallengren. Bolin studerade från 1919 historia vid Lunds universitet för den liberalt inriktade Lauritz Weibull. Han disputerade 1927 i Lund på avhandlingen Fynden av romerska mynt i det fria Germanien och blev docent i historia samma år. I vänskapskretsen från studietiden i Lund ingick bland andra Tage Erlander, Aron Borelius, Ivar Harrie och Gunnar Aspelin. 
Bolin var under sin studietid aktiv i Helsingborgs-Landskrona nation där han var prokurator 1925–1927 och kurator 1927–1928. År 1940 kallades han till hedersledamot i nationen.
År 1938 efterträdde han Weibull som professor i historia vid Lunds universitet i konkurrens med Ingvar Andersson. Under andra världskriget expanderade Bolin det historiska ämnet i Lund bland annat genom att anställa flyktingar från Estland, Norge, Danmark och Polen. Från 1944 byggdes den första historiska institutionen i Sverige upp vid Lunds universitet.
Bolins forskningsområden var framför allt myntförhållanden under senantiken och den tidiga medeltiden samt nordisk tidig medeltid. Trettiotalet var en produktiv period för hans forskning. Åren 1930 och 1933 publicerades ett populärvetenskapligt verk om Skånelands historia i två band, och han skrev också om nordisk historieforskning och om de nordiska ländernas jordbruk i Universitetets i Cambridge ekonomiska fakultets serie i ekonomisk historia. Under andra delen av 1930-talet ägnade han sig framför allt åt myntens och myntpolitikens historia. 
Efter andra världskriget var Bolin tjänstledig 1945–1950 för att som sakkunnig till Utrikesdepartementet analysera departementets krigsdokument. Detta arbete resulterade i tre böcker 1947–1948, bland annat Transiteringsfrågan och därmed sammanhängande spörsmål april–juni 1940. På 1950-talet arbetade han främst med numismatik och publicerade 1958 ett verk om valutafrågor i romarriket. Under sina sista år ägnade han sig framför allt åt populärvetenskapliga texter och läroboksskrivande.
Bolin var också sedan unga år intresserad av nutidspolitik och skrev under 1920-talet artiklar i utrikes- och inrikespolitiska frågor. Han stod därvid under tidigt 1920-tal på en korporativ konservativ plattform, framför allt inspirerad av fransk konservatism. Han var då också aktiv inom Sveriges nationella ungdomsförbund.
Bolin ansvarade från 1927 till mitten av 1940-talet för avdelningen "Historia m.m." i det nystartade uppslagsverket Svensk Uppslagsboks första upplaga. Han hade sedan samma uppgift i den andra, omarbetade och väsentligt utökade, andra upplagan som började ges ut 1947. Han blev dekanus för Lunds universitets filosofiska fakultet 1942 och var preses i Vetenskapssocieteten i Lund 1946–1954. Bland andra lärda samfund Bolin tillhörde märks Kungliga Humanistiska Vetenskapssamfundet i Uppsala och Kungliga Samfundet för utgivande av handskrifter rörande Skandinaviens historia.
År 1927 gifte sig Bolin med språkläraren Sonja Kallenberg (1902–1990), dotter till civilrättsprofessorn Ernst Kallenberg och dennes hustru Märtha
Silfverswärd. Paret Bolin blev morföräldrar till Björn Kjellman. Sture Bolin är begravd på Norra kyrkogården i Lund.